# Lilla Djupsjön, Västergötland
Lilla Djupsjön är en sjö i Karlsborgs kommun i Västergötland och ingår i Motala ströms huvudavrinningsområde. Lilla Djupsjön ligger i Tiveden Natura 2000-område.